# CGTN (televizní stanice)
CGTN (též CCTV International, CCTV News) je zpravodajská televizní stanice státní společnosti China Central Television (CCTV) vysílající 24 hodin denně v anglickém jazyce. Stanice začala vysílat v roce 2000. Program se zakládá ze zpravodajství, publicistiky, komentářů a diskuzí. Vysílání je dostupné ve více než 100 státech, potenciálně může dosáhnout až 85 milionů diváků. Program je zaměřen na globální anglicky mluvící publikum, zámořské čínské komunity stejně jako na anglické mluvčí v Číně.